# Ню Йорк (списание)
Вижте пояснителната страница за други значения на Ню Йорк.
Ню Йорк е седмично списание, засягащо живота, културата, политиката и стила в град Ню Йорк. Основано е от Милтън Глейзър и Клей Фелкър през 1968 г. като конкурент на Ню Йоркър.